# Томе Тромбев
Томе Тромбев (на македонска литературна норма: Томе Тромбев) е политик от Северна Македония.

## Биография
Роден е през 1961 година в град Битоля. В периода 1985-1992 е ръководител на обекти към ГП „Гранит“ в Битоля. От 1994 до 1997 е директор на предприятието. Между 1997 и 1998 е назначен за министър на строителството и защитата на околната среда на Северна Македония. В периода 1999-2001 работи като координатор на проекти в Албания. Членува в Социалдемократическия съюз на Македония и в периода 2002-2006 е народен представител.